# Алёшково (Нижегородская область)
Алёшково (Алешко́во) — село в Богородском муниципальном округе Нижегородской области России.

## Название
Несмотря на постоянные упоминания села, как «Алёшково», местные жители именуют его «Алешково» с ударением на первую о. Именно такое написание и произношение зафиксировано в официальных документах и дорожных указателях.

## География
Село находится в центральной части Нижегородской области, в зоне хвойно-широколиственных лесов, при автодороге 22К-0125, на расстоянии приблизительно 3 км (по прямой) к юго-западу от города Богородск, административного центра района. Абсолютная высота — 135 м над уровнем моря.
Климат
Климат характеризуется как умеренно континентальный, с тёплым коротким летом и холодной продолжительной зимой. Среднегодовая температура — 2,9 °C. Средняя температура воздуха самого тёплого месяца (июля) — 17,6 °C (абсолютный максимум — 37 °C); самого холодного (января) — −11,9 °C (абсолютный минимум — −43 °C). Продолжительность безморозного периода — 135—140 дней Среднегодовое количество атмосферных осадков составляет 533 мм, из которых 368 мм выпадает в период с апреля по октябрь. Устойчивый снежный покров устанавливается, как правило, в конце ноября и держится в среднем 135—145 дней.
Часовой пояс
Село Алёшково, как и вся Нижегородская область, находится в часовой зоне МСК (московское время). Смещение применяемого времени относительно UTC составляет +3:00.

## Население
| 1999 | 2002 | 2010  |
| ---- | ---- | ----- |
| 969  | ↘949 | ↗1005 |

Национальный состав
Согласно результатам переписи 2002 года, в национальной структуре населения русские составляли 98 %.

## Улицы
| - ул. Дёмина, - ул. Дорожная, - пер. Дорожный, - ул. Искры, - ул. Клубная, | - ул. Колхозная, - ул. Луговая, - ул. Молодёжная, - пер. Молодёжный, - ул. Новая, | - ул. Полевая, - ул. Советская, - ул. Центральная, - ул. Шубина. |